# Drahşan Arda
Drahşan Arda est une ancienne arbitre de football turque. Elle est confirmée comme la première femme arbitre de football au monde par la FIFA.

## Biographie

### Enfance et formations
Drahşan Arda est née en 1945 et est originaire d'Edirne. A ses débuts, elle joue au basket-ball et au volley-ball pendant ses années de lycée. Au fil des ans, elle développe un intérêt pour le football et devient institutrice de profession. Elle obtient son certificat d'arbitrage après avoir suivi une formation d'arbitres de football organisée par Tarık Yamaç dans la province de Zonguldak du 5 au 26 novembre 1967.

## Carrière d'arbitre
Drahşan Arda fait ses débuts en tant qu'arbitre assistante lors d'un match de ligue régionale entre Karabük Demirçelik et Jandarmagücü. Elle est ensuite promue au poste d'arbitre mais ne s'occupe que des matchs amicaux. C'est le 26 juin 1968 qu'elle arbitre son premier match amical. Il s'agit d'un match-spectacle qui oppose les équipes de jockeys contre celles des acteurs qui a eu lieu avant le match du jubilé d'Ahmet Berman au stade Mithatpaşa d'Istanbul.
En 1972, Drahşan Arda s'installe à Munich. Elle travaille en Bavière comme institutrice, et aide de nombreux enfants à s'initier au sport. Elle continue à arbitrer des matchs de football, surtout les matchs de classement, qui se jouent avec un seul arbitre.

## Récompenses et retraite
Drahşan Arda reçoit du Bayerischer Fussball-Verband (BFV), un badge d'or et une plaque pour ses 30 ans d'activité d'arbitre. Après sa demande accompagnée de preuves documentées, la FIFA confirme par une lettre datée du 13 décembre 2018 qu'Arda est la première femme arbitre de football au monde,.
En 1997, elle se retire de la vie sportive active après 30 ans. Elle siège au conseil de discipline du BFV pendant sept ans. Elle met  aux enchères tout son matériel d'arbitrage au profit d'enfants pauvres,.